# Tysklands förbundsregering

Logotyp

Tysklands förbundsregering (tyska: die Deutsche Bundesregierung), även kallad deutsches Bundeskabinett, utgörs av Tysklands förbundskansler och förbundsministrarna (Bundesminister). Regeringen utgör Förbundsrepubliken Tysklands viktigaste exekutiva organ och utövar den exekutiva regeringsmakten på federal nivå i Tyskland.
Förutom sina exekutiva funktioner har regeringen även möjlighet att lägga fram lagförslag i Förbundsdagen och kan genom regeringsmajoritet i förbundsdagens utskott utnämna domare till Tysklands författningsdomstol, och därmed har den också visst inflytande över lagstiftande organ och dömande organ i Förbundsrepubliken.
Regeringen Merz är sedan 2025 den sittande förbundsregeringen.

## Utnämning av ministrar
Tysklands förbundskansler, regeringschefen, nomineras av Tysklands förbundspresident, efter ett val till förbundsdagen eller om posten är vakant. Förbundspresidenten konsulterar då ledarna för förbundsdagens partier för att finna en kandidat med en majoritet av förbundsdagens röster.  Förbundsdagen väljer förbundskansler med absolut majoritet, i Tyskland ofta därför benämnt Kanzlermehrheit. Därefter görs den formella utnämningen av förbundspresidenten, som dock är skyldig att godta förbundsdagens val.
De individuella ministrarna i regeringen nomineras av förbundskanslern och bekräftas officiellt genom utnämning av förbundspresidenten. Enligt etablerad praxis är de flesta ministrar som utnämns ledamöter av förbundsdagen, men det finns inget krav på att ministern ska väljas bland dessa.
Den tyska grundlagen och etablerad praxis ger förbundskanslern stor exekutiv makt, då kanslern i praktiken ensam väljer sina ministrar och deras ansvarsområden och har rätt att ange huvuddragen i regeringens politik.  En förbundsregering med majoritet i förbundsdagen kan fortfarande ha svårt att genomföra sina lagstiftningsinitiativ om regeringskoalitionen inte även har stöd av en majoritet i Tysklands förbundsråd.
Misstroendevotum i förbundsdagen kan endast riktas mot förbundskanslern och därmed hela regeringen, inte mot individuella ministrar.  Endast ett konstruktivt misstroendevotum tillåts i grundlagen, så att förbundsdagen i och med omröstningen samtidigt måste välja en ny förbundskansler med absolut majoritet.

## Reglering av uppgifter

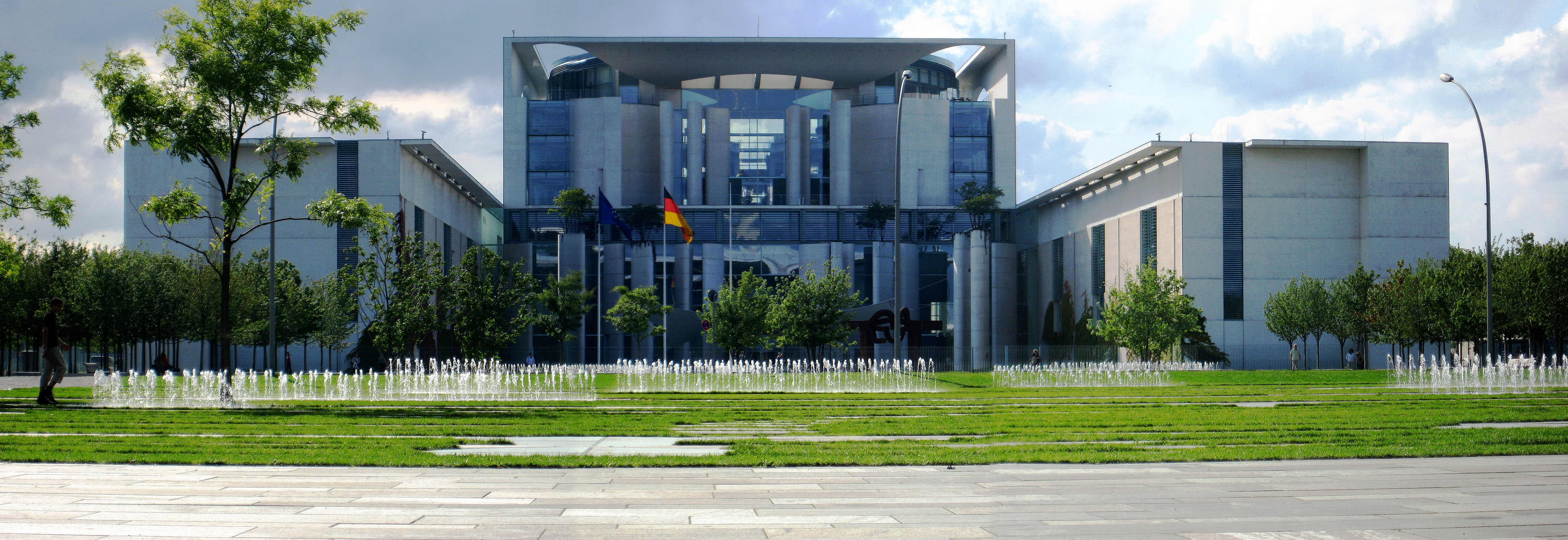
Bundeskanzleramt i Berlin

Förbundsregeringens uppgifter regleras i del VI, artikel 62-69 i Tysklands grundlag. Den räknas därför till landets författningsorgan. Artikel 76 ger regeringen rätt att lägga fram lagförslag i Förbundsdagen. Artikel 64, 2:a stycket föreskriver att medlemmarna ska svära ämbetseden vid sitt tillträde. Regeringens arbete regleras i Geschäftsordnung der Bundesregierung (GOBReg) och i Gemeinsamen Geschäftsordnung der Bundesministerien (GGO). Av dessa följer, att regeringen endast är beslutsmässig när mer än hälften av medlemmarna är närvarande.
Formellt leds regeringens administration av förbundskanslern, som i det dagliga arbetet delegerar detta till Förbundskanslerämbetet.
Enligt den så kallade kanslerprincipen (Kanzlerprinzip) har förbundskanslern rätt att inom regeringen bestämma regeringspolitikens huvuddrag och är också personligen ansvarig för dessa.  Ministrarna leder självständigt sina respektive ansvarsområden, vilkas inriktning och omfång bestäms av förbundskanslern (Ressortprinzip). Vid oenighet mellan ministrar inom regeringen kan regeringen rösta och besluta genom majoritetsbeslut (Kollegialprinzip).
Enligt Bundesministergesetz har avgående ministrar rätt till statsrådspension om de under minst två år tillhört förbundsregeringen, arbetat som statssekreterare i ett ministerium eller i förtid lämnat en delstatsministerpost.
Tjänstemän och statssekreterare i regeringskansliet betraktas formellt inte som medlemmar av regeringen, men understödjer regeringen i det dagliga arbetet.
Förbundsregeringen har onsdagar 9:30 som sin ordinarie mötestid och sammanträder normalt i Bundeskanzleramts byggnad i centrala Berlin.

## Sammansättning
Regeringens sammansättning är inte reglerad i lag och den exakta indelningen av ansvarsområden och antalet ministrar har varierat under förbundsrepublikens historia.
Utrikesministern är oftast samtidigt ställföreträdande förbundskansler (även kallad vicekansler) och posten har ofta tilldelats det nästa största regeringspartiet. Ställföreträdande förbundskanslern övertar kanslerns uppgifter i händelse av dennes tillfälliga frånvaro. Däremot blir inte vicekanslern automatiskt ny förbundskansler i händelse av förbundskanslerns förtida avgång eller död, utan vicekanslern måste i så fall nomineras och väljas till kansler på sedvanligt sätt.
Traditionellt ingår chefen för Förbundskanslerämbetet som minister utan portfölj och har rösträtt i regeringen. Flera tidigare östtyska ministrar utnämndes till ministrar utan portfölj i förbundsregeringen 1990-1991 i samband med Tysklands återförening.